# Evelyn Askolovitch
Pour les articles homonymes, voir Askolovitch.
Evelyn Askolovitch, née Evelyn Sulzbach le 15 juillet 1938 à Amsterdam, Pays-Bas, déportée à l'âge de quatre ans, est une autrice et conférencière française et militante de la mémoire de la Shoah.

## Biographie
Evelyn Askolovitch est la fille d'un couple de juifs allemands émigrés au Pays-Bas, Jacob et Anny Sulzbach. L'Allemagne nazie ayant envahi les Pays-Bas en 1940, la famille Sulzbach est rattrapée par les brimades anti-juives, puis  est arrêtée, sur la dénonciation de voisins, le 12 mars 1943. Les Sulzbach passent par un centre de regroupement installé dans un ancien théâtre d'Amsterdam, avant d'être déportée dans les camps néerlandais de Vught et Westerbork, puis en Allemagne à Bergen-Belsen . La famille survivra à sa déportation grâce à de vrais-faux passeports du Honduras qu'une relation d'affaires suisse a fait parvenir à Jacob Sulzbach ,. Ces passeports faisant des Sulzbach des ressortissants d'un pays neutre, lui évitent le transfert dans les camps d'extermination de Sobibor ou Auschwitz-Birkenau. En janvier 1945, les Sulzbach sont évacués de Bergen-Belsen par la Croix Rouge et terminent la guerre dans un camp de transit à Biberach, près du lac de Constance. La famille retourne aux Pays-Bas en 1946[réf. nécessaire].
De sa déportation, Evelyn garde peu de souvenirs précis. Ceux-ci lui reviennent parfois sous forme de cauchemars, ou de peurs inexpliquées. Evelyn reste marquée, après-guerre, par le désespoir qui ronge son père, qui, à Westerbork, a du amener sa propre mère au train qui l'a conduit à Sobibor, où elle sera gazée. Evelyn refoule ses peurs et ses souvenirs pour se construire une vie normale, laissant à sa mère le soin de porter le récit familial[réf. nécessaire].
En 1958, Evelyn épouse le futur journaliste et écrivain juif français Roger Ascot et devient française par son mariage.
Dans les années 2010, Evelyn se laisse rattraper par son passé. Elle dit que sa perception d'elle-même a changé en découvrant des documents retraçant sa démonstration, où son nom était écrit[réf. nécessaire].
Elle décide alors de transmettre son expérience, d'abord dans des conférences, puis dans un livre, co-écrit avec son fils, le journaliste Claude Askolovitch "Se souvenir ensemble", qui témoigne de son expérience, et de la reconquête de la mémoire, chez elle puis dans sa famille.